# Qiezihe
Der Stadtbezirk Qiezihe (chinesisch 茄子河区, Pinyin Qiézihé Qū) ist ein chinesischer Stadtbezirk, der zum Verwaltungsgebiet der bezirksfreien Stadt Qitaihe in der Provinz Heilongjiang in Nordostchina gehört. Er hat eine Fläche von 1.325 km² und zählt 127.499 Einwohner (Stand: Zensus 2020).

## Administrative Gliederung
Auf Gemeindeebene setzt sich der Stadtbezirk aus fünf Straßenvierteln, zwei Großgemeinden und  zwei Gemeinden zusammen. 